# Combretum comosum
Combretum comosum är en tvåhjärtbladig växtart som beskrevs av George Don jr. Combretum comosum ingår i släktet Combretum och familjen Combretaceae. Inga underarter finns listade i Catalogue of Life.